# Operation: LIVEcrime
Operation: LIVEcrime es un álbum en vivo de Queensrÿche, editado en 1991 por EMI.
El disco consiste en una recreación en directo del álbum Operation: Mindcrime, de 1988.
Tras la gira de Empire, la discográfica EMI lanzó este álbum en edición box set limitada, conteniendo una cinta de vídeo VHS y un CD, también se publicó como casete de audio junto al VHS.
En 2003 el CD fue remasterizado, junto con el resto del material de Queensrÿche, mientras que el vídeo fue puesto a la venta nuevamente en formato DVD.

## Canciones
1. "I Remember Now" (Chris DeGarmo) – 1:17
2. "Anarchy-X" (DeGarmo) – 1:27
3. "Revolution Calling" (Geoff Tate, Michael Wilton) – 4:42
4. "Operation: Mindcrime" (DeGarmo, Tate, Wilton) – 4:43
5. "Speak" (Tate, Wilton) – 3:42
6. "Spreading the Disease" (Tate, Wilton) – 4:07
7. "The Mission" (DeGarmo) – 5:46
8. "Suite Sister Mary" (DeGarmo, Tate) – 10:41
9. "The Needle Lies" (Tate, Wilton) – 3:08
10. "Electric Requiem" (Scott Rockenfield, Tate) – 1:22
11. "Breaking the Silence" (DeGarmo, Tate) – 4:34
12. "I Don't Believe in Love" (DeGarmo, Tate) – 4:23
13. "Waiting for 22" (DeGarmo) – 1:05
14. "My Empty Room" (Tate, Wilton) – 1:28
15. "Eyes of a Stranger" (DeGarmo, Tate) – 6:39
16. "The Lady Wore Black" (DeGarmo, Tate) – 6:44 [Bonus Track]
17. "Roads to Madness" (DeGarmo, Tate, Wilton) – 9:22 [Bonus Track]

## Personal
- Geoff Tate – voz
- Michael Wilton – guitarra, voz (coro)
- Chris DeGarmo – guitarra, voz (coro)
- Eddie Jackson – bajo - guitarra, voz (coro)
- Scott Rockenfield – batería

Con
- Pamela Moore – vocalista
- Anthony Valentine – (coro) vocalista
- Debbie Wheeler – (coro) vocalista
- Mike Snyder – (coro) vocalista
- Scott Mateer – (coro) vocalista

## Posicionamiento
| Año  | Listas                  | Posición |
| ---- | ----------------------- | -------- |
| 1991 | Billboard 200 (EE. UU.) | 38       |